# Tlmače
Tlmače − miasto na Słowacji w kraju nitrzańskim, w powiecie Levice. W 2011 roku liczyło 3823 mieszkańców. Pierwsza pisemna wzmianka o miejscowości pochodzi z 1075 roku.